# أندريا كاردونا
أندريا كاردونا (بالإسبانية: Andrea Cardona)‏ هي متسلقة جبال غواتيمالية، ولدت في 19 يونيو 1982 في غواتيمالا في غواتيمالا.

## وصلات خارجية
- الموقع الرسمي